# Diana Jones Award
Il Diana Jones Award è un premio annuale per l'eccellenza nel settore ludico. Il premio originale era composto da un libro bruciato incastonato nella lucite. Il premio è inusuale per due motivi: primo, non è specifico ma può essere assegnato a una persona, a un prodotto, a una pubblicazione, a un'azienda, a un'organizzazione o persino a una moda - a tutto ciò che è collegato al mondo dei giochi; secondo, non valuta la popolarità o il successo commerciale come parametri di "eccellenza". Il premio è stato per la prima volta presentato nel 2001.
I nominati sono indicati durante l'anno ai membri del comitato i quali, per lo più, sono anonimi ma si sa che fra questi vi sono Peter Adkison, Matt Forbeck, John Kovalic e James Wallis. Il comitato è anonimo al fine di proteggere la procedura di votazione da eventuali interferenze ma i giurati restano liberi di far sapere il proprio nome al pubblico. Il comitato produce una shortlist finale di sette nominati in primavera, e il premio è presentato al Gen Con di Indianapolis nel mese di agosto. 
Il Diana Jones è stato originalmente creato negli uffici britannici di TSR nella metà degli anni 80 per celebrare la fine del contratto di licenza per pubblicare il loro The Adventures of Indiana Jones Role-Playing Game. Il trofeo stesso era realizzato proprio con una piramide di lucite al cui interno vi erano i frammenti delle copie invendute del gioco. Tutto ciò che si poteva leggere di questi frammenti era la scritta "diana Jones”. Non c'è nessuna relazione fra questo premio e l'autrice fantasy Diana Winne Jones, come si potrebbe erroneamente pensare. Il trofeo successivamente cessò di avere qualunque legame col comitato Diana Jones. La distruzione di uno dei giochi meno amati e più criticati di tutti i tempi era visto come il simbolo più appropriato per dar vita a un premio per l'eccellenza. il trofeo conteneva anche un frammento dove era leggibile la scritta “Nazi™”. Voci di corridoio hanno sostenuto che TSR fosse interessata al trademark di quest'ultimo termine. 
Nell'ottobre 2001 è stata annunciata la sparizione del trofeo durante il suo trasporto e il comitato ha annunciato il lancio di un nuovo trofeo il Diana Jones Emerging Designer Program. 

## Vincitori
- 2001: Peter Adkison, fondatore di Wizards of the Coast.
- 2002: Ron Edwards e al suo gioco Sorcerer.
- 2003: Jordan Weisman, fondatore di FASA Corporation e WizKids, e a Nobilis (seconda edizione).
- 2004: My Life with Master di Paul Czege.
- 2005: Ticket to Ride, gioco da tavolo di Alan Moon, pubblicato da Days of Wonder.
- 2006: Irish Game Convention Charity Auctions, a Gaelcon e Warpcon, per la loro generosità.
- 2007: The Great Pendragon Campaign, di Greg Stafford, supplemento per il gioco di ruolo Pendragon (White Wolf, Inc.).
- 2008: Grey Ranks di Jason Morningstar, e a Wolfgang Baur e al suo modello commerciale Open Design.
- 2009: Dominion, gioco di carte di Donald X. Vaccarino (Rio Grande Games)
- 2010: Boardgamegeek.com, sito web diretto da Scott Alden e Derk Solko.
- 2011: Fiasco, gioco di ruolo di Jason Morningstar.
- 2012: Nordic Larp, libro sulla cena LARP nelle nazioni scandinave, edito da Jaakko Stenros e Markus Montola.
- 2013: Tabletop, serie web dove diverse star si uniscono a Wil Wheaton per giocare giochi da tavolo.
- 2014: Hillfolk un gioco di ruolo di Robin Laws.
- 2015: The Guide to Glorantha di Greg Stafford, Sandy Petersen e Jeff Richard, pubblicato da Moon Design Publications. Due ampi volumi per l'ambientazione di Stafford chiamata Glorantha.
- 2016: Eric Lang, game designer
- 2017: Gen Con, la convention dove il Diana Jones Award viene tenuto
- 2018: Actual Play, il movimento che porta le persone a condividere le loro sessioni di gioco tramite internet
- 2019: Star Crossed, gioco di ruolo di Alex Roberts, pubblicato da Bully Pulpit Games
- 2020: Black Excellence in Gaming, premio assegnato ai professionisti neri del settore ludico.
- 2021: NIBCARD, azienda di giochi nigeriana.
- 2022: momatoes (Bianca Canoza), autrice di giochi di ruolo e fra le principali personalità della settore in Asia.